# Salix atrocinerea
Espèce
Classification APG III (2009)
Salix atrocinerea, le Saule roux ou Saule à feuilles d'Olivier, est une espèce de plantes à fleurs de la famille des Salicaceae. C'est un saule trouvé en Europe et en Asie.

## Synonymie
- Salix acuminata Thuill., non Mill.
- Salix cinerea var. atrocinerea (Brot.) O. Bolòs & Vigo[2].

## Taxonomíe
Salix atrocinerea a été décrit par Felix de Avelar Brotero et publié dans  Flora Lusitanica 1: 31. 1804.
Cytologie
Chromosomes de Salix atrocinerea (Fam. Salicaceae) et taxons infraspécífiques : 2n=76.
Étymologie
Salix: nom générique venant du nom latin ancien du saule.
atrocinerea, épithète venant de l'adjectif latin cinereus (cendré) et le préfixe atro (sombre), en référence à l'aspect de feutre gris couvrant les feuilles et les jeunes rameaux.

## Distribution

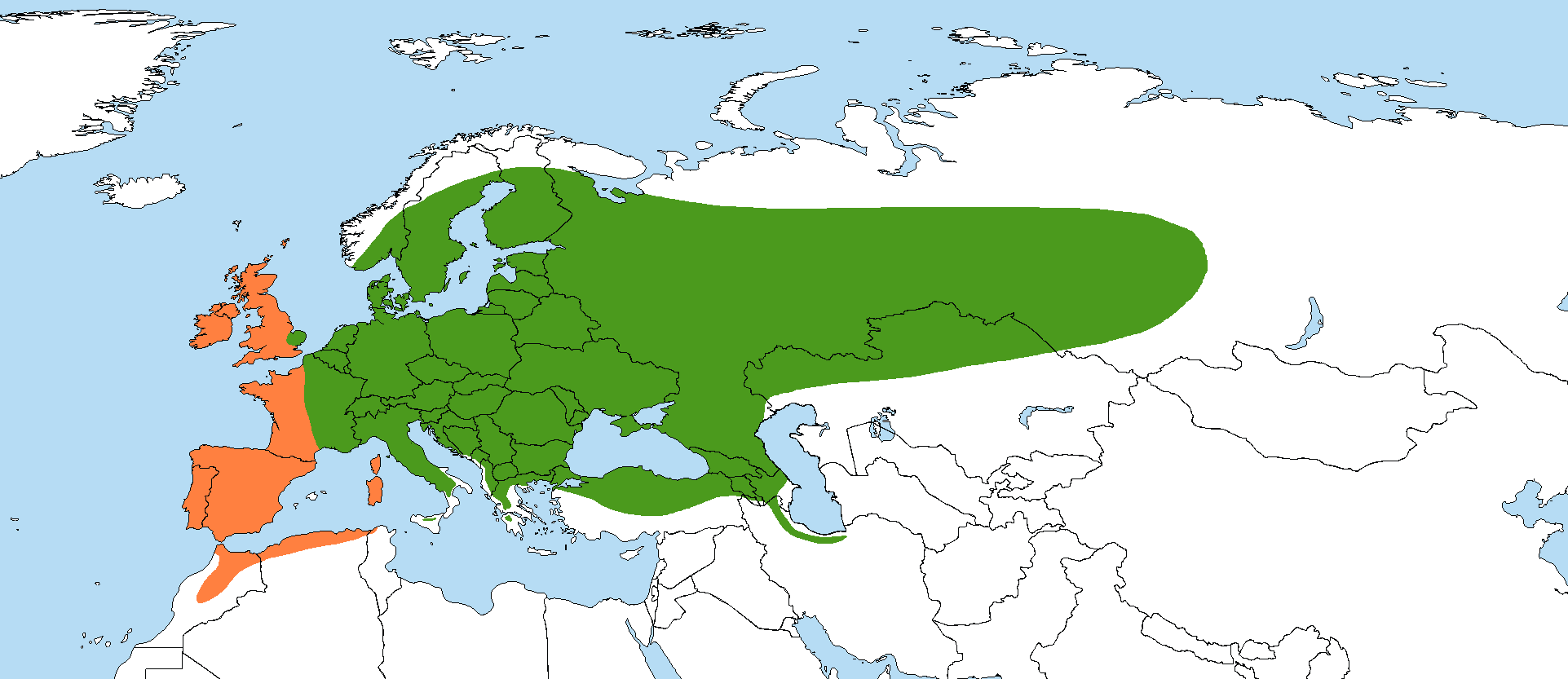
S. cinerea var. oleifolia, en orange.

Son implantation est majoritairement atlantique, de l'ouest de l'Europe et l'Afrique du Nord aux îles de la mer Méditerranée. Poussant naturellement en France, Grande-Bretagne, Belgique, Espagne, Portugal, Maroc, Tunisie, il est très commun dans la péninsule ibérique et on le trouve en Corse.

## Description

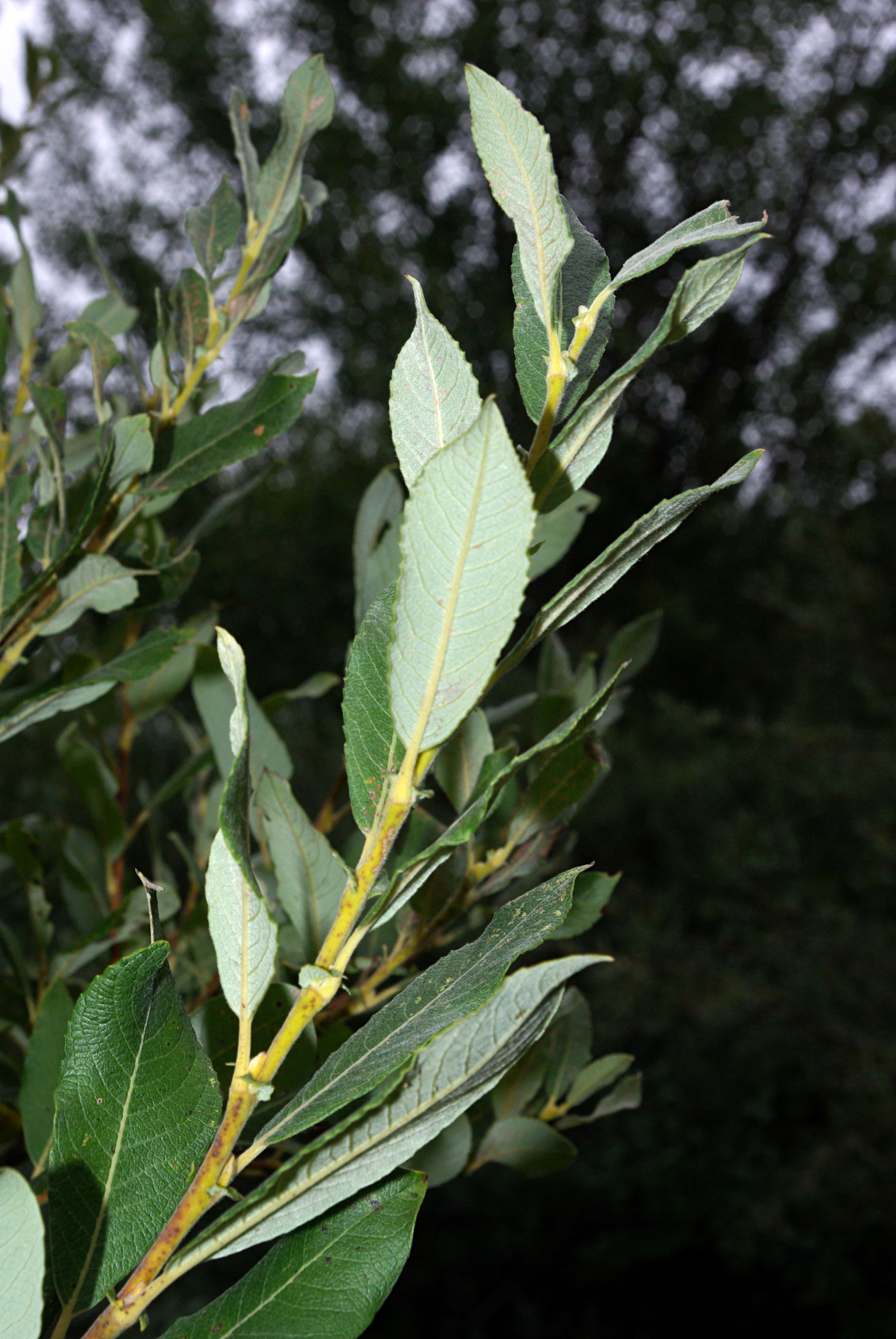
Feuilles, jeune écorce et bourgeons sur rameau.

C'est un buisson ou un arbre qui atteint jusqu'à 12 m de haut. Espèce pionnière, il colonise rapidement les sols pauvres.

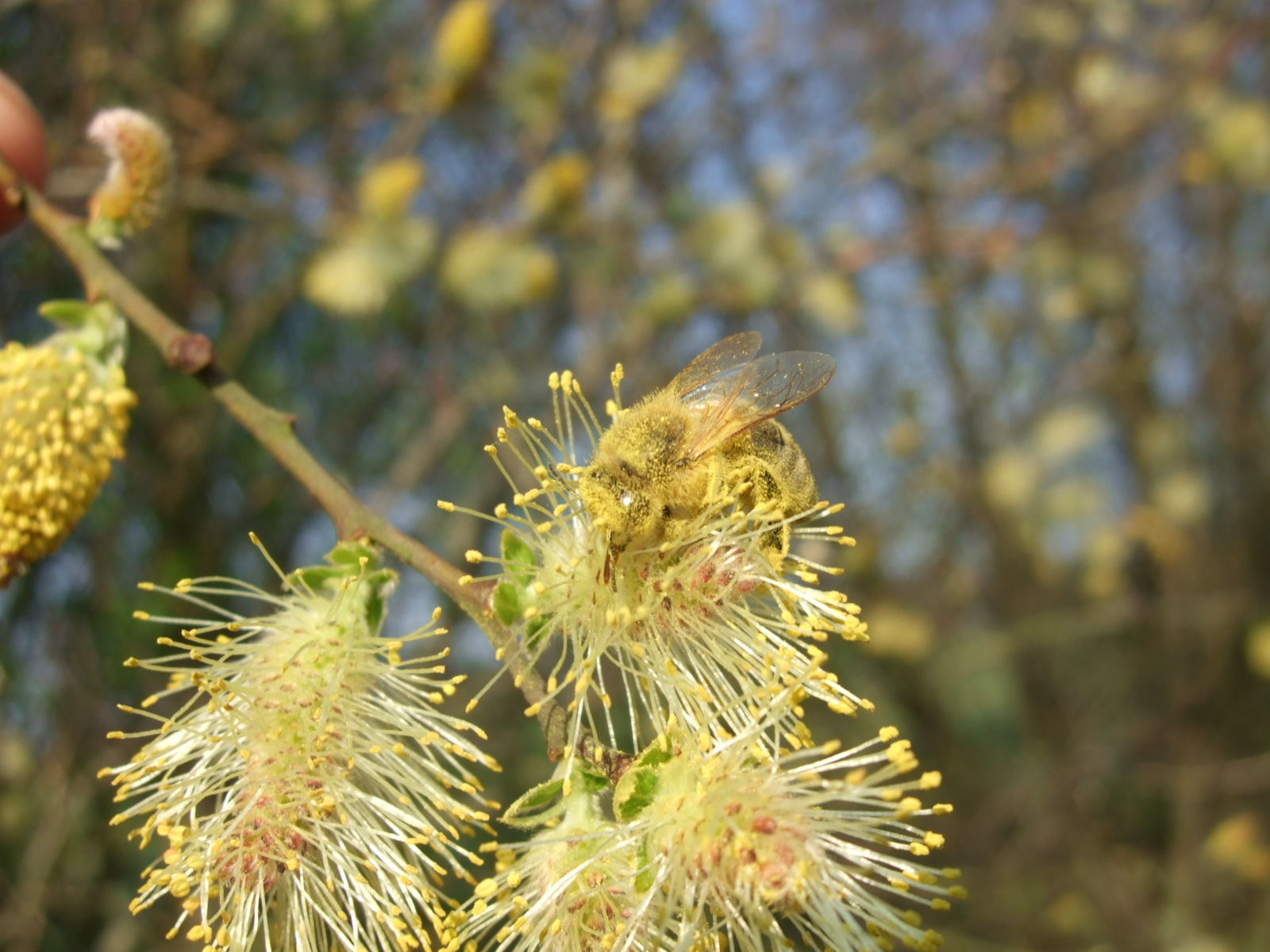
Chatons mâles.

Ses grandes facultés d'hybridation  ont multiplié les espèces parentes. 
Sa floraison a lieu de janvier à mars suivant son implantation, la dispersion des graines a lieu de mars à avril.
L'espèce pousse dans des lieux récemment bouleversés, avec une préférence pour les sols acides. C'est une plante particulièrement rustique que l'on trouve même sur les plages, près de la mer et sur les îles. Les sables et les graviers des rives de cours d'eau lui conviennent. Rivières, mares, prairies, vallées et berges avec tant soit peu d'humidité lui suffisent jusqu'à 2 000 m d'altitude, au niveau subalpin. 
Une forêt de Salix atrocinerea occupe l'extrémité est de l'île de Cortegada, dans des sols inondés temporairement ou de manière permanente, en partage avec Alnus glutinosa qui occupe la moitié ouest.